# Förmögenhet
Förmögenhet är värdet på en persons kapital, det vill säga tillgångar minus skulder. 

## Historiskt
Människor som besitter en stor förmögenhet har genom historien spelat en framträdande roll i samhället. Samhället brukar traditionellt sett delas upp efter förmögenhet, eftersom förmögenhet är makt. I ett feodalsamhälle eller en absolut monarki står kungen högst eftersom denne kan ta (vanligtvis) vilken egendom som helst inom riket i anspråk. Kungen besitter även förmånen att kunna ta upp skatt. I katolska länder och i det medeltida Sverige besatt även kyrkan makten att ta upp skatt och blev därigenom starkt inflytelserik i samhället, genom en förmögenhet som kunde mäta sig med statens. I ett modernt samhälle har staten denna roll och har därmed störst inflytande. Dock ska inte utomstatliga aktörer med omfattande rikedomar och förmögenheter underskattas när det gäller inflytande i samhället.
Människors sätt att bygga sina förmögenheter på har varierat genom historien. Under medeltiden var gods och markegendomar en viktig faktor för att bygga en förmögenhet eftersom dessa producerade viktiga råvaror som kunde säljas eller förädlas. Dessa markegendomar kunde främst erhållas genom kungliga förtjänster inom det militära eller hovet. Under 1700- och 1800-talet började människor som bedrev handel bli allt mer förmögna, främst personer som kunde kopplas till ostindiska kompanier. Dessa kunde köpa varor för en billig penning i Asien för att sälja dem för en betydligt större summa i hemlandet och därigenom generera en avkastning. När handel blev en viktig källa till att bygga en förmögenhet på växte plötsligt en mäktig och stark borgarklass fram, som inte besatt de viktiga privilegier och titlar som andra mäktiga klasser besatt. Detta skulle i sig leda till förändringar i klassamhället. Under 1800-talet skulle industrialismen bidra till att innovatörer och uppfinnare snabbt kunde förskaffa sig en större förmögenhet. Nya produkter kunde säljas och därigenom generera pengar. Efter andra världskriget har aktiehandel och börsen blivit ett sätt att snabbt förskaffa sig en stor förmögenhet.

## Ideologi
Förmögenhet och dess roll i samhället har även spelat en viktig roll i utvecklandet av politiska ideologier. Genom att de förmögna även traditionellt sett har varit de mäktigaste i samhället har ideologier som kommunism och socialism uppstått. Dessa ideologier hävdar i huvudsak att stora förmögenheter ska skingras och att alla ska besitta en [mer eller mindre] lika stor förmögenhet var, och därigenom skapa ett rättvist och jämlikt samhälle.
Under 1900-talet har andra kritiska ideologier bildats. Främst gröna ideologier som hävdar att strävan efter en förmögenhet och systemet av kapitalism kommer endast bidra till att jorden och dess resurser kommer att utarmas. 
Liberalism och konservatism hävdar i huvudsak att människor själva skapar sina förmögenheter och besitter en fri vilja att göra så. Att skaffa en förmögenhet blir därför en motor till företagsamhet och kommer därigenom bidra till samhället. De vill att kapitalet ska kunna flöda fritt, utan hinder och utan inblandning av staten. Detta kommer per se leda till att framgångsrika människor kan producera produkter som attraherar kapital, och därmed bli rika. Aktörer utanför staten kommer därmed bli inflytelserika i samhället.

## Förmögna personer
- Ingvar Kamprad (möbelförsäljning)
- Warren Buffett (aktieinvestering)
- Bill Gates (innovation/produktutveckling)
- John D. Rockefeller (oljeproduktion)
- Carlos Slim Helu (telekomtjänster)
- Jeff Bezos (internetentreprenör)